# Абраменков, Дмитрий Николаевич
Дми́трий Никола́евич Абра́менков (род. 24 апреля 1947, Боготол, Красноярский край) — российский государственный и политический деятель.
Вице-губернатор, руководитель аппарата администрации Смоленской области, депутат Государственной Думы Федерального Собрания РФ второго (1995—1999) и третьего (1999—2003) созывов.

## Биография
Родился 24 апреля 1947 года в Боготоле Красноярского края. Окончил Рославльский техникум железнодорожного транспорта и Ленинградскую ВПШ. Работал крановщиком, техником локомотивного депо, руководителем штаба Всесоюзной комсомольской стройки Смоленской АЭС, председателем районного комитета народного контроля, инструктором горкома КПСС, затем — до избрания в Государственную Думу РФ второго созыва — мастером производственного обучения в Рославльском техникуме железнодорожного транспорта.

### Политическая деятельность
В Государственной Думе второго и третьего созывов входил во фракцию КПРФ, был членом Комитета по образованию и науке. Избирался кандидатом в члены ЦК КПРФ.